# Amsvartner
Amsvartner er i nordisk mytologi søen hvor Lynge ligger og hvor Fenrisulven står bundet.
| Nordisk mytologi | Spire Denne artikel om nordisk religion og mytologi er en spire som bør udbygges. Du er velkommen til at hjælpe Wikipedia ved at udvide den. |